# Джима Валентин Іванович
Валентин Іванович Джима (21 вересня 1965, Київ) — радянський і український біатлоніст, учасник зимових Олімпійських ігор 1994 року, срібний призер чемпіонату Європи, учасник Кубка світу, призер чемпіонату СРСР.

## Життєпис
Почав займатися біатлоном з 1981 року. Представляв місто Київ, а в незалежній Україні — місто Суми.
1986 року переміг в естафеті на Спартакіаді народів СРСР у складі збірної Української РСР, разом з Віталієм Могиленком, Миколою Давиденком і Тарасом Дольним. В тому сезоні на Спартакіаді не розігрувалися медалі чемпіонату СРСР. На наступній Спартакіаді, 1990 року в Тисовці збірна України, в тому ж складі, завоювала бронзові медалі чемпіонату СРСР.
З 1992 року виступав за збірну України. На Кубку світу дебютував у сезоні 1992/93 на етапі в Поклюці, був 62-м в спринті і 32-м — в індивідуальній гонці. В тому ж сезоні став 17-м в спринті на етапі в Естерсунді і набрав свої перші очки в залік Кубка світу, цей результат залишився для спортсмена кращим в кар'єрі. Найкращий результат в естафеті — четверте місце на етапі в Контіолахті в сезоні 1992/93.
На чемпіонаті світу 1993 року в болгарському Боровці зайняв п'яте місце в естафеті, тринадцяте в командній гонці, 40-е в індивідуальній гонці і 54-е — в спринті.
Брав участь в зимових Олімпійських іграх 1994 року в Ліллегаммері. Стартував в двох видах програми, в спринті посів 40-е місце, а в естафеті — 15-е.
На чемпіонаті Європи 1995 року в Ансі (Ле-Гран-Борнан) завоював бронзову медаль в естафеті разом з Русланом Лисенком, Романом Звонковим і Тарасом Дольним. В том ж році на чемпіонаті світу зайняв 71-е місце в спринті і 54-е — в індивідуальній гонці, а також п'яте — в командній гонці.
Завершив кар'єру в сезоні 1995/96, останній раз стартував на етапі Кубка світу в кінці 1995 року в Естерсунді.

## Особисте життя
Одружений. Дочка, Юлія Джима (нар. 1990) — олімпійська чемпіонка з біатлону 2014 року в естафеті в складі збірної України.